# Виллер-сюр-Фер
Вилле́-сюр-Фер (фр. Villers-sur-Fère) — коммуна во Франции, находится в регионе Пикардия. Департамент коммуны — Эна. Входит в состав кантона Фер-ан-Тарденуа. Округ коммуны — Шато-Тьерри.
Код INSEE коммуны — 02816.

## Население
Население коммуны на 2010 год составляло 486 человек.
| 1962 | 1968 | 1975 | 1982 | 1990 | 1999 | 2010 |
| ---- | ---- | ---- | ---- | ---- | ---- | ---- |
| 361  | 372  | 309  | 344  | 458  | 420  | 486  |

## Экономика
В 2010 году среди 324 человек трудоспособного возраста (15—64 лет) 235 были экономически активными, 89 — неактивными (показатель активности — 72,5 %, в 1999 году было 63,9 %). Из 235 активных жителей работали 199 человек (111 мужчин и 88 женщин), безработных было 36 (18 мужчин и 18 женщин). Среди 89 неактивных 23 человека были учениками или студентами, 28 — пенсионерами, 38 были неактивными по другим причинам.